# 오키쓰촌
오키쓰촌(일본어: 興津村)은 일본 고치현 다카오카군에 설치되었던 촌이다. 현재의 시만토정 오키쓰에 해당되며, 2010년 10월 1일 현재 인구는 927명이며.우편번호는 786-0045(1-1699번), 786-0046(기타)번이다.

## 참고 문헌
- 角川日本地名大辞典編纂委員会,『角川日本地名大辞典 39 高知県』1983, 角川書店